# Schutzengelkapelle (Herresbach)
Die Schutzengelkapelle ist eine katholische Kapelle in der Ortsgemeinde Herresbach im Landkreis Mayen-Koblenz (Rheinland-Pfalz), die 1843 errichtet wurde. Sie ist ein geschütztes Kulturdenkmal.
Die Kapelle, ein Bau aus heimischen Bruchsteinen errichtet, trägt das Patrozinium der heiligen Schutzengel und des Apostels Matthias. Die Grundsteinlegung erfolgte am 30. Juni 1843.  Für die Pläne war der Wegebaumeister Mertitsch aus Mayen verantwortlich.
Eine Vorgängerkapelle. die bereits 1656 erwähnt wurde, musste 1838 wegen Baufälligkeit abgerissen werden. Freiherr Johann Adolf Waldbott von Bassenheim, der damalige Grundherr, stiftete am 24. April 1746 eine Frühmesspfründe.

Schutzengelkapelle (Herresbach)
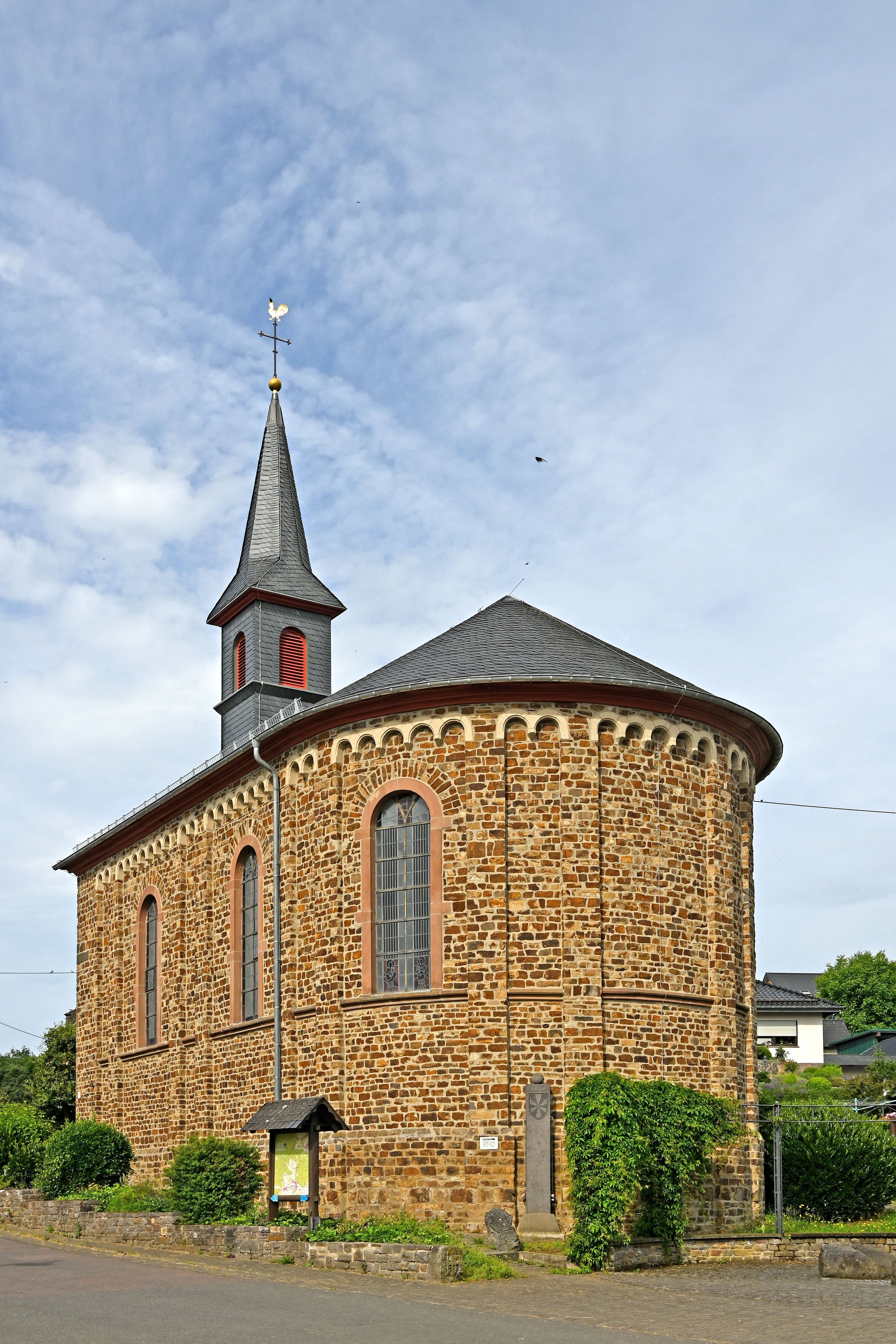
Ostansicht
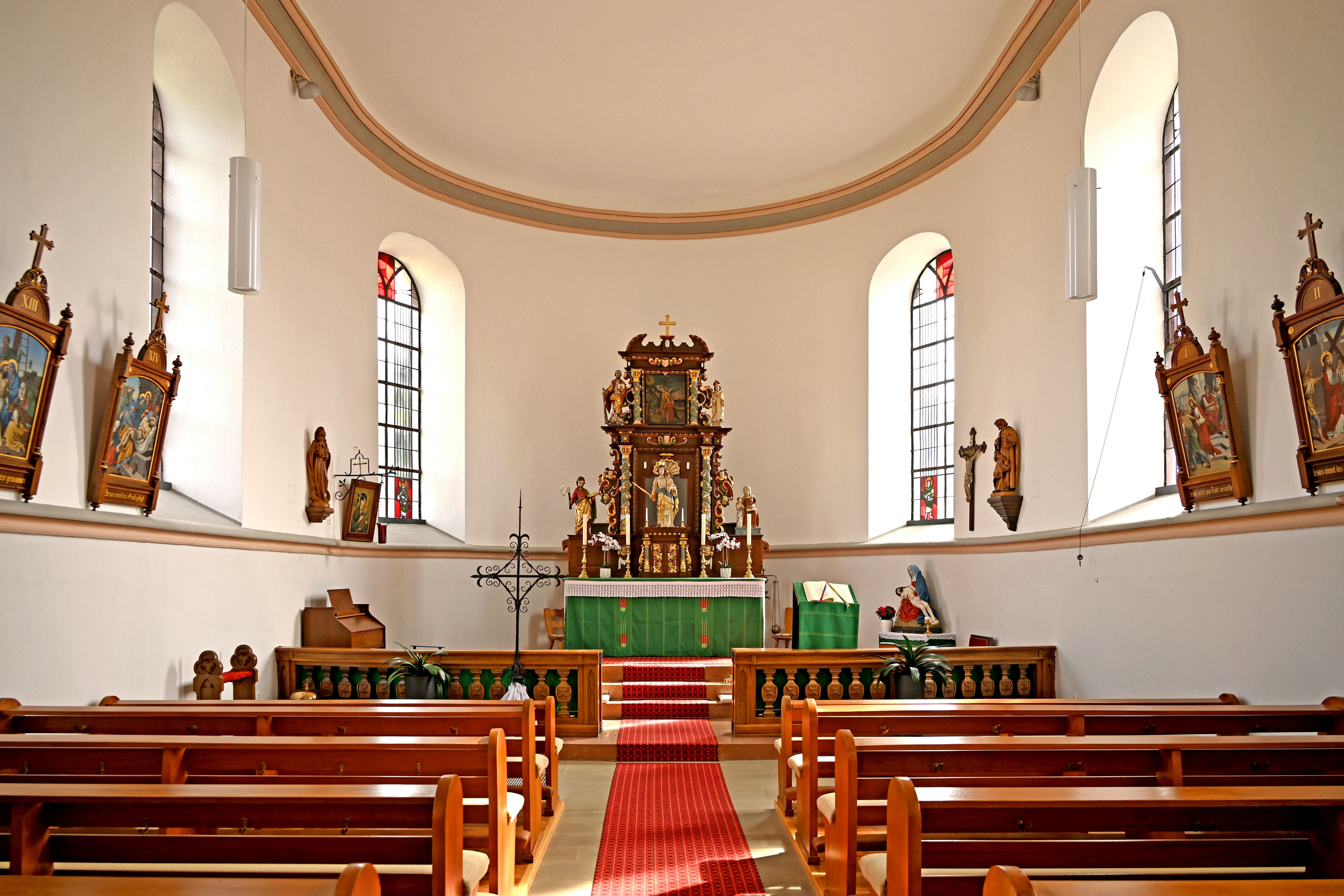
Innenraum
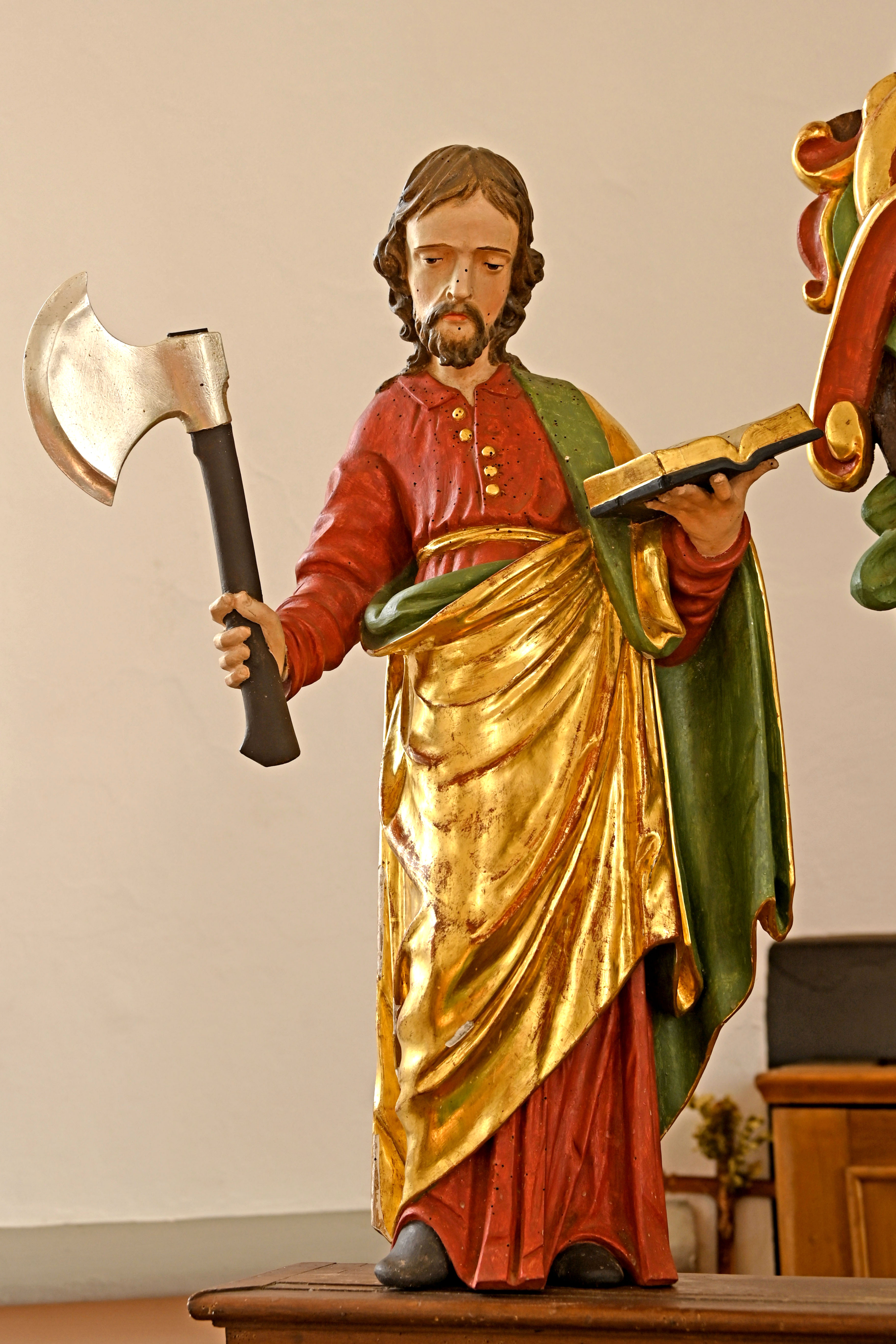
St. Matthias
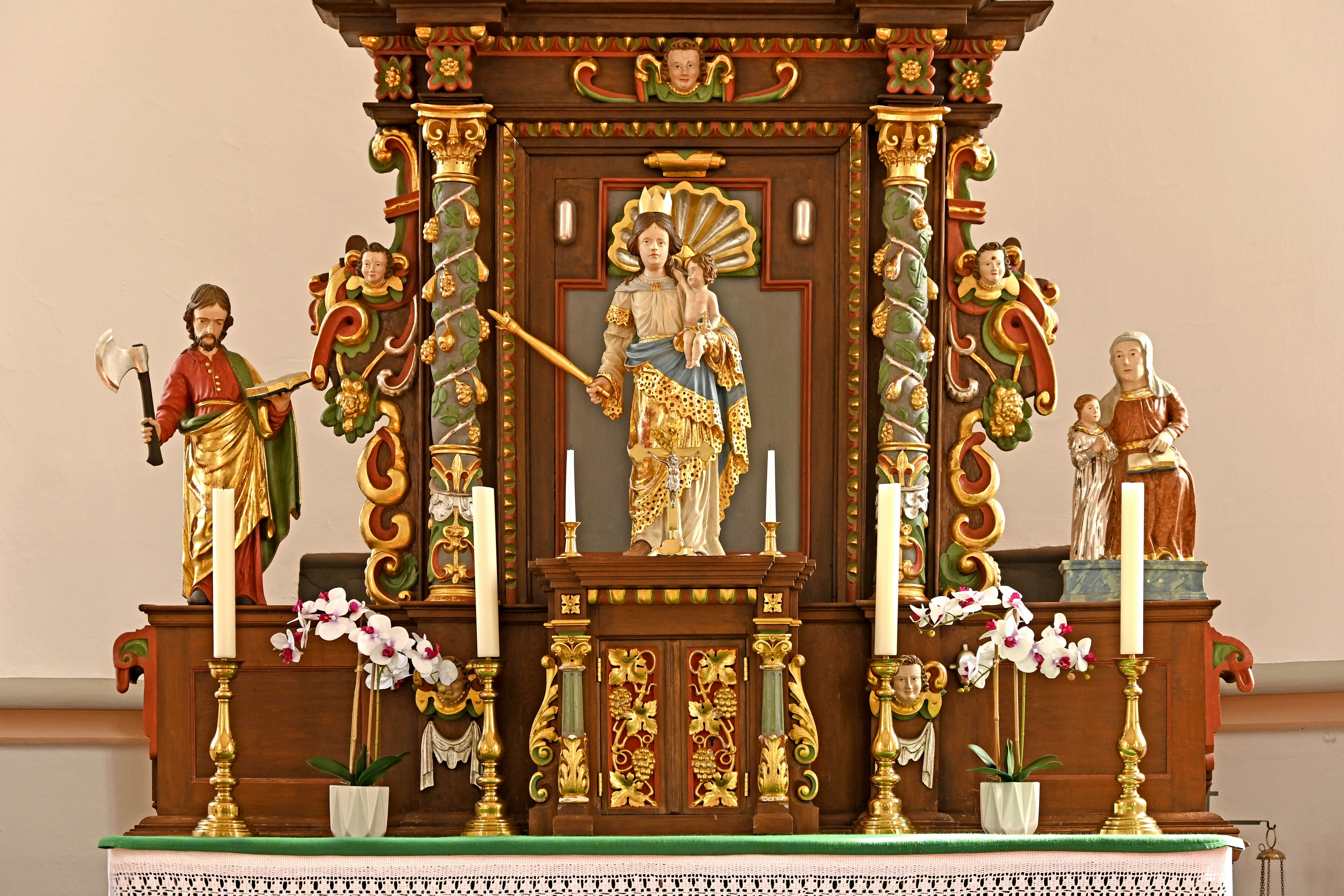
Barockaltar
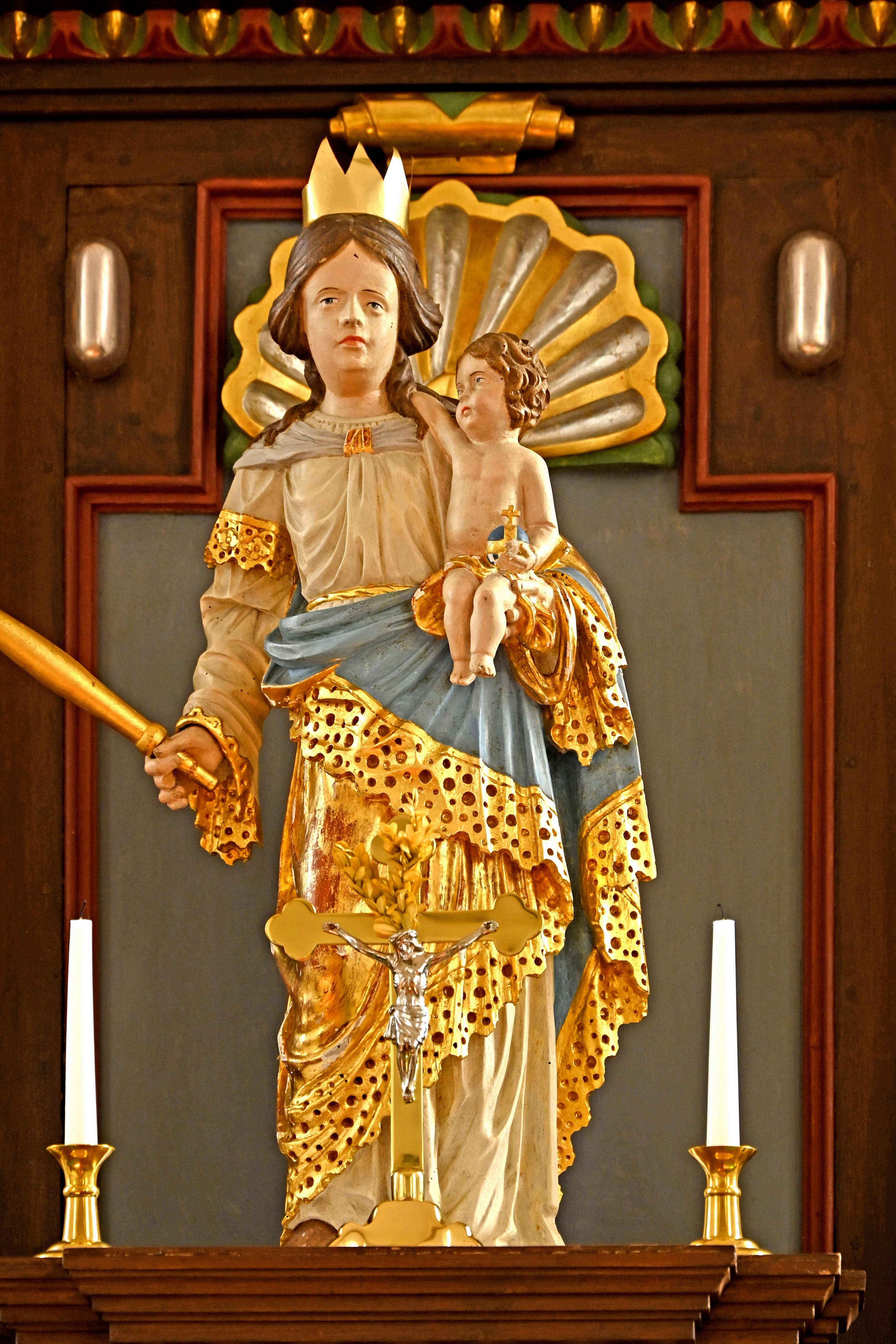
Madonna
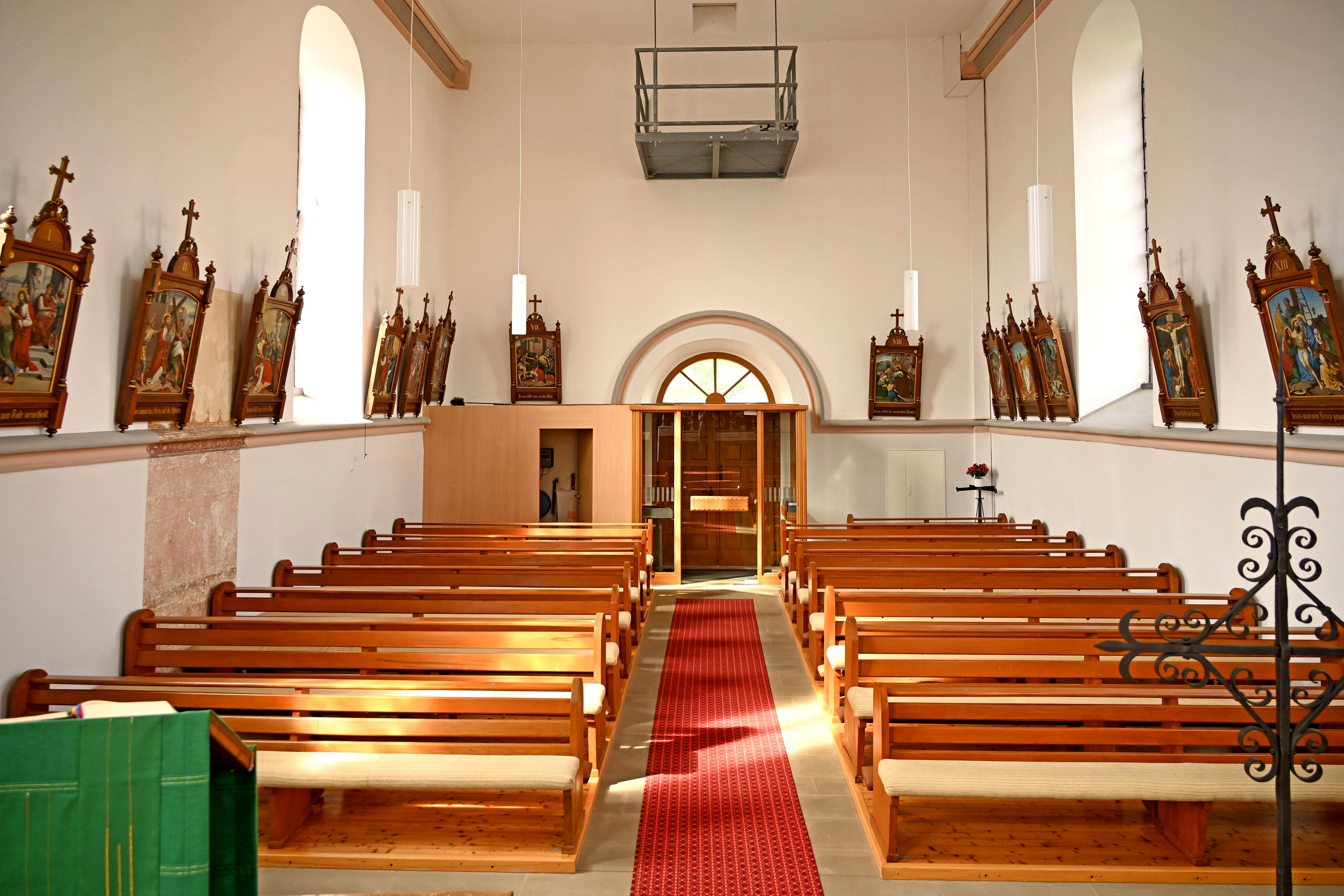
Blick zum Portal
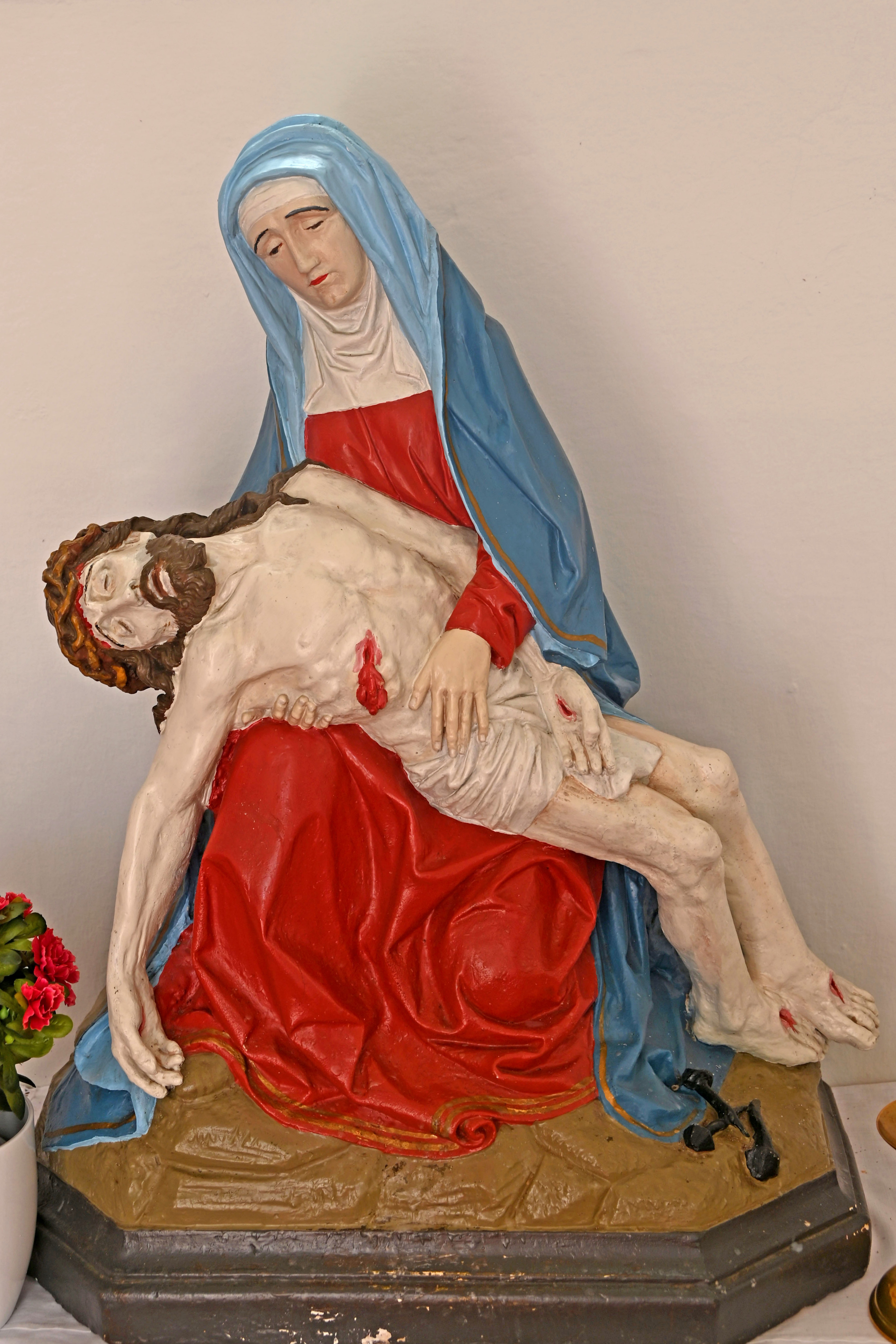
Pietà